# Vincenzo Lauro
Vincenzo Lauro, Vincenzo Laureo (ur. 23 marca 1523 w Tropei – zm. 17 grudnia 1592 w Rzymie) – nuncjusz apostolski w Polsce od 1 czerwca 1573 do 9 kwietnia 1578, w Sabaudii od 23 listopada 1568 do 1 czerwca 1573 i od 15 września 1580 do 10 maja 1585 roku, biskup katolicki, kardynał.

## Życiorys
Studiował medycynę w Neapolu, doktor medycyny i teologii Uniwersytetu w Padwie. W służbie dyplomatycznej od 1552 roku.
30 stycznia 1566 wybrany biskupem Mondovì. Udał się w misję do królowej Szkocji Marii I Stuart. Kreowany kardynałem prezbiterem 12 grudnia 1583 roku Santa Maria in Via, a 2 marca 1589 otrzymał tytuł prezbitera San Clemente. Przebywając w Polsce jako nuncjusz, prowadził działalność na niekorzyść Polski, przekazując tajne informacje Habsburgom. Skompromitowany musiał opuścić Polskę.